# 村上修一
村上 修一（むらかみ しゅういち、1972年1月20日 - ）は日本の特撮映画の彫刻家。神奈川県出身。東京映像美術学院熊谷校卒。東宝映像美術所属。

## 映画
| 公開年 | 公開年   | 作品名                 | 製作（配給）      | 役職                                    |
| ------ | -------- | ---------------------- | ----------------- | --------------------------------------- |
| 1991年 | 12月14日 | ゴジラvsキングギドラ   | 東宝映画 （東宝） | 造形助手（修理担当）                    |
| 1992年 | 12月12日 | ゴジラvsモスラ         | 東宝映画 （東宝） | 造形助手（修理担当）                    |
| 1993年 | 12月11日 | ゴジラvsメカゴジラ     | 東宝映画 （東宝） | 造形補佐（修理担当） メカゴジラ雛形制作 |
| 1994年 | 7月9日   | ヤマトタケル           | 東宝映画 （東宝） | 造形助手（修理担当） 宇宙戦神雛形制作   |
| 1994年 | 12月10日 | ゴジラvsスペースゴジラ | 東宝映画 （東宝） | 造形助手（修理担当）                    |
| 1995年 | 12月9日  | ゴジラvsデストロイア   | 東宝映画 （東宝） | 造形助手（修理担当）                    |